# Kabinett Suluhu
Das Kabinett Suluhu ist die Regierung von Tansania unter Präsidentin Samia Suluhu Hassan. Sie ist die sechste Präsidentin von Tansania und übernahm die Regierungsgeschäfte nach dem Tod von John Magufuli.

## Kabinettsmitglieder
Sie baute das übernommene Kabinett mehrfach um (Stand 1. September 2023)
| Amt                                                                                             | Foto | Name                |
| ----------------------------------------------------------------------------------------------- | ---- | ------------------- |
| Präsidentin                                                                                     |      | Samia Suluhu Hassan |
| Präsident von Tansania                                                                          |      | Hussein Mwiny       |
| Premierminister                                                                                 |      | Kassim Majaliwa     |
| Stellvertretender Ministerpräsident                                                             |      | Doto Biteko         |
| Staatsminister im Büro des Präsidenten                                                          |      | George Mkuchika     |
| Landwirtschaftsminister                                                                         |      | Hussein Bashe       |
| Minister für Gemeindeentwicklung, Geschlecht, Frauen und Sondergruppen                          |      | Dorothy Gwajima     |
| Minister für Verfassungs- und Rechtsangelegenheiten                                             |      | Pindi Chana         |
| Minister für Kultur, Kunst und Sport                                                            |      | Damas Ndumbaro      |
| Verteidigungsminister                                                                           |      | Stergomena Tax      |
| Minister für Bildung, Wissenschaft und Technologie                                              |      | Adolf Mkenda        |
| Energieminister                                                                                 |      | Doto Biteko         |
| Finanzminister                                                                                  |      | Mwigulu Nchemba     |
| Außenminister                                                                                   |      | January Makamba     |
| Gesundheitsminister                                                                             |      | Ummy Mwalimu        |
| Innenminister                                                                                   |      | Hamad Masauni       |
| Minister für Industrie und Handel                                                               |      | Ashatu Kijaji       |
| Minister für Information, Kommunikation und Informationstechnologie                             |      | Nape Nnauye         |
| Minister für Land-, Wohnungs- und Siedlungsentwicklung                                          |      | Jerry Silaa         |
| Minister für Viehzucht und Fischerei                                                            |      | Abdallah Ulega      |
| Minister für Mineralien                                                                         |      | Anthony Mavunde     |
| Minister für natürliche Ressourcen und Tourismus                                                |      | Angellah Kairuki    |
| Transportminister                                                                               |      | Makame Mbarawa      |
| Minister für Wasser                                                                             |      | Jumaa Aweso         |
| Arbeitsminister                                                                                 |      | Innocent Bashungwa  |
| Staatsminister im Präsidialamt für Planung und Investitionen                                    |      | Kitila Mkumbo       |
| Staatsminister im Präsidialamt (ohne Portfolio)                                                 |      | George Mkuchika     |
| Staatsminister im Präsidialamt Public Service Management und Good Governance                    |      | George Simbachawene |
| Staatsminister im Präsidialamt für Regionalverwaltung und Kommunalverwaltung                    |      | Mohamed Mchengerwa  |
| Staatsminister im Präsidialamt für Union und Umwelt                                             |      | Selemani Jafo       |
| Staatsminister im Präsidialamt für Politik, parlamentarische Angelegenheiten und Koordinierung  |      | Jenista Mhagama     |
| Staatsminister im Präsidialamt für Arbeit, Jugend, Beschäftigung und Menschen mit Behinderungen |      | Joyce Ndalichako    |